# Tranquilizer
TRANQUILIZER（トランキライザー）とは、日本・札幌のハードコアパンク・バンド。1980年代後期に活躍した。女子プロレスラーであるジャガー横田の夫、木下博勝がボーカルを担当していたことでも有名。
1st flexiはノイズコアであるが、2nd flexiは前作とは打って変わってメタリックな作品となっている。
1st flexi　NEVER GO TO WAR　屠殺場(大量虐殺)　BOMB(爆弾投下命令)　DON'T DO　メドーサ(魔女の恐怖)　ベトナム(局地戦)
2nd flexi  THE MASSACRE OF ST.BARTHOLOMEW　MYTH